# Сарыарка (газопровод)
Магистральный газопровод «Сарыарка» предназначен для газификации столицы Казахстана Астаны, а также центральных и северных регионов страны. Строительство началось в ноябре 2018 года, когда президент Назарбаев дал старт очередному газопроводу. Мощность газопровода составит 2,2 млрд м3 газа в год. Для сравнения: потребление газа Алматинской области и городе Алматы составляет 2 млрд м3 в год. Всего от газопровода будет снабжаться газом 171 населенный пункт в Карагандинской и Акмолинской областях. В декабре 2019 года газопровод был сдан в эксплуатацию.

## Предыстория
Изначально в Казахстане прорабатывался маршрут Запад – Север – Центр с поставкой газа из Российской Федерации с газопровода «Бухара – Урал» от Карталы через реку Тобол и Кокшетау до Астаны . Однако позже было решено проложить газопровод «Сарыарка» от Кызылорды через Жезказган, Караганду, Темиртау до Астаны с возможностью дальнейшей газификации Кокшетау и Петропавловска природным газом с казахстанских месторождений Карачаганак, Тенгиз и Кашаган, где сосредоточены крупнейшие ресурсы газа страны.
На 2018 год практически готова вся инфраструктура, чтобы направлять газ из Западного Казахстана реверсом через сохранившиеся трубы советского газопровода «Средняя Азия – Центр» на юг страны через недавно построенный газопровод Бейнеу — Бозой — Шымкент. Трубу «Сарыарки» планируется подключить к нему в Кызылординской области и направить на север.

## Строительство
Газопровод «Сарыарка» планировалось строить в четыре этапа . На первом этапе он будет проложен по маршруту Кызылорда-Жезказган-Караганда-Темиртау-Астана. Его протяженность на данном участке составит 1061 километр. ТЭО газопровода «Сарыарка» было разработано в 2017 году и прошло госэкспертизу. Проектно-сметная документация (ПСД) сдана в августе 2018 года. Строительство «Сарыарка» займет срок до полутора лет, предварительно до конца 2019 года (либо строительство продлится конца 2020 г.). Стоимость участка Кызылорда (от КС «Караозек») – Жезказган – Караганда – Темиртау – Астана, согласно ТЭО, оценивается в 267,3 миллиарда тенге или около 725 миллионов долларов. В строительство также вложат средства Единого накопительного пенсионного фонда (ЕНПФ) на сумму 85 миллиардов тенге или 230 миллионов долларов . На 2-м этапе предусмотрено строительство магистрального газопровода Астана — Кокшетау стоимостью 48,2 млрд тенге (с НДС), протяженностью 276 км, что позволит газифицировать всю Акмолинскую область, включая Кокшетау и Щучинско-Боровскую курортную зону. На 3-м этапе предполагается строительство магистрального газопровода Кокшетау -Петропавловск стоимостью 18,9 млрд тенге (с НДС), протяженностью 177 км, что позволит газифицировать северный регион страны. На 4-м этапе с прогнозом увеличения объемов потребления газа предполагается строительство компрессорных станций «Жезказган» и «Темиртау» стоимостью 35,5 млрд тенге (с НДС) для увеличения пропускной способности магистрального газопровода до 3 млрд куб. м/год.
Подрядчиком строительства определена «КазСтройСервис», а оператором - «Астана Газ КМГ» . В период строительства газопровода «Сарыарка» будет создано порядка 800 рабочих мест, а в период эксплуатации согласно технико-экономическому обоснованию (ТЭО) на во время эксплуатации будут трудиться порядка 225 рабочих.
На июнь 2019 года готово 420 км газопровода (это 40% от общей протяжённости) и проводились сварочные работы ведутся близ Жезказгана. На трубе работают более 2 тысяч человек и 700 единиц техники. На первом этапе доступ к газу получат 142 тысячи жителей 171 населенного пункта, в том числе города: Караганда, Темиртау, Жезказган, Сатпаев, Сарань и Шахтинск .

## Экология
Газопровод позволит перевести на газ 192 частных и 48 малых коммунальных котельных, 22 тысячи частных жилых домов и водогрейных котлов ТЭЦ-1, 2, а в перспективе – строящуюся ТЭЦ-3. Эти меры в итоге должны улучшить экологическое состояние столицы. Объем потребления каменноугольного топлива вследствие газификации снизится на 650 тысяч тонн/год.